# Adjoa Andoh
Adjoa Aiboom Helen Andoh (Clifton, 14 januari 1963) is een Brits actrice van Ghanese afkomst.

## Biografie
Andoh begon in 1991 met acteren in de televisieserie EastEnders, waarna zij nog meerdere rollen speelde in televisieseries en films. Zij is vooral bekend van haar rol als Colette Griffiths / Colette Kierney in de televisieserie Casualty waar zij in 98 afleveringen speelde (1993-2003). In 2020 was zij te zien in de prominente rol van Lady Danbury in de Netflix-serie Bridgerton. Naast het acteren voor televisie is zij ook actief als actrice in lokale theaters.
Andoh is in 2001 getrouwd en heeft hieruit twee dochters en een zoon. In 2009 kreeg zij een diploma om te mogen spreken in de Anglicaanse Kerk.

## Filmografie

### Films
Uitgezonderd korte films.
- 2024 Wallace & Gromit: Vengeance Most Fowl - als rechter (stem)
- 2022 The Smeds and the Smoos - als oma Smoo (stem)
- 2021 How I See You - als De Vrouw
- 2019 Brighton - als Alice
- 2019 Fractured - als dr. Jacobs
- 2018 RSC: Troilus and Cressida - als Ulysses
- 2018 National Theatre Live: Julius Caesar - als Casca
- 2016 Brotherhood - als Agnes Peel
- 2016 National Theatre Live: Les Liaisons Dangereuses - als Madame de Volanges
- 2015 The Healer - als kantoormedewerkster
- 2013 Closed Circuit - als verslaggeefster
- 2012 In the Dark Half - als patholoog
- 2012 Julius Caesar - als Portia
- 2009 Invictus - als Brenda Mazibuko
- 2008 Adulthood - als mrs. Peel
- 2008 Mrs In-Betweeny - als Ellen
- 2007 The Shadow in the North - als Jessie Saxon
- 2005 Chopratown - als Abebe
- 2004 Every Time You Look at Me - als mrs. Berry
- 1998 A Rather English Marriage - als Mandy Hulme
- 1995 Circles of Deceit: Dark Secret - als Daniela
- 1995 What My Mother Told Me - als Jesse

### Televisieseries
Uitgezonderd eenmalige gastrollen.
- 2020-2024 Bridgerton - als Lady Danbury - 23 afl.
- 2024 The Red King - als lady Heather Nancarrow - 6 afl.
- 2023 Queen Charlotte: A Bridgerton Story - als lady Agatha Danbury - 6 afl.
- 2022 Don't Mind: Cruxmont - als dr. Gwendolyn Kingston - 14 afl.
- 2021 The Witcher - als Nenneke - 2 afl.
- 2015-2020 Thunderbirds Are Go - als kolonel Casey (stem) - 16 afl.
- 2020 Silent Witness - als DI Nina Rosen - 2 afl.
- 2017 Liar - als Margaret - 2 afl.
- 2017 Acceptable Risk - als Margaret Kroll - 3 afl.
- 2016 Line of Duty - als aanklager - 2 afl.
- 2015 Cucumber - als Marie - 3 afl.
- 2014 Wizards vs. Aliens - als Old Bethesda - 2 afl.
- 2014 Chasing Shadows - als Angela Bale - 4 afl.
- 2011-2014 Law & Order: UK - als Lilly - 8 afl.
- 2008-2011 M.I.High - als hoofd van M.I.9 - 7 afl.
- 2009-2010 Missing - als Lauren Ford - 6 afl.
- 2007-2008 Doctor Who - als Francine Jones - 7 afl.
- 2007 Silent Witness - als dr. Lami Falase - 2 afl.
- 2005 Dalziel and Pascoe - als Katie Bevins - 2 afl.
- 1993-2003 Casualty - als Colette Griffiths / Colette Kierney - 98 afl.
- 1998 Close Relations - als April - 5 afl.
- 1993-1995 Health and Efficiency - als zuster Beth Williams - 12 afl.
- 1995 The Tomorrow People - als Amanda James - 3 afl.
- 1991 EastEnders - als Karen - 2 afl.

### Computerspellen
- 2024 Horizon Zero Dawn Remastered - als Sona / Vandana Sarai
- 2019 Doctor Who: The Edge of Time - als stem
- 2017 Horizon: Zero Dawn - als Sona / Vandana Sarai
- 2014 Dreamfall Chapters - als Shepherd / moeder Utana
- 2012 Fable: The Journey - als stem
- 2012 The Secret World - als Zhara
- 2010 Fable III - als stem
- 2010 Dante's Inferno - als Semiramis
- 2008 Fable II - als stem
- 2008 Age of Conan: Hyborian Adventures - als stem
- 2005 Kameo: Elements of Power - als Lenya
- 2004 Fable - als stem
- 2001 Jet Ski Riders - als stem
- 2001 Wave Rally - als stem